# Liste des champions du monde Superbike
 (avril 2025).
| Championnat du monde de Superbike |
| Saison en cours |
| --- |
| Championnat du monde de Superbike 2025 |
| Articles relatifs |
| Superbike Championnat du monde MotoGP Championnat du monde de Supersport Championnat du monde de Supersport 300 British Superbike Championship AMA Superbike Championnat de France |
| Listes |
| Pilotes (Champions) Vainqueurs de courses Circuits |

La liste des champions du monde Superbike.

## Pilotes

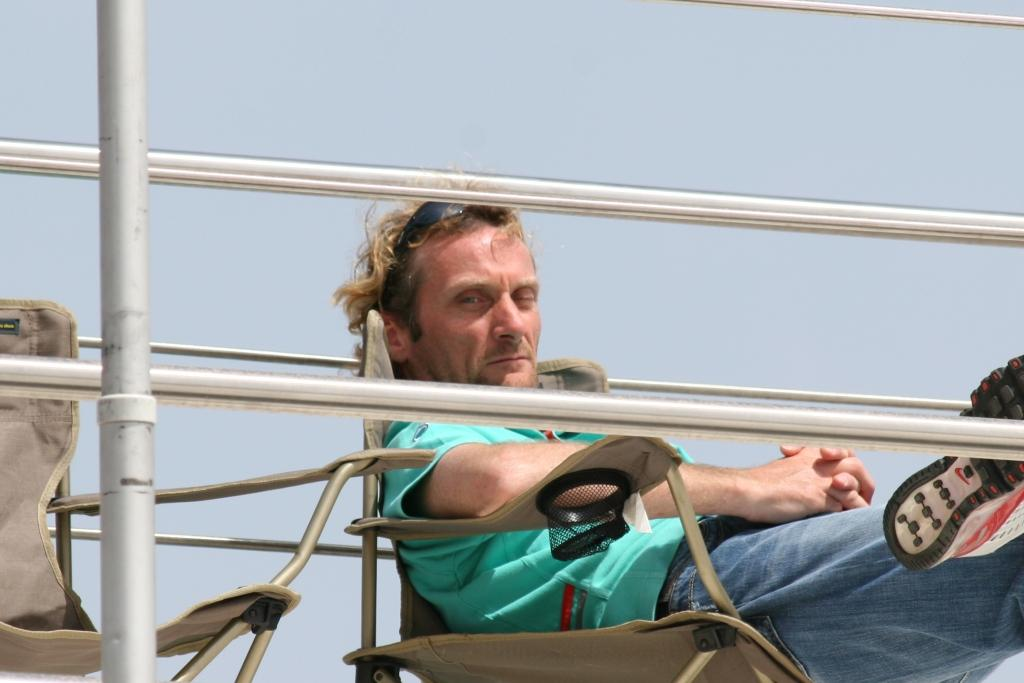
Carl Fogarty, quatre fois champion du monde de Superbike.

| Année | Champion            | Constructeur           | Victoires | 2e pl. | 3e pl. | Équipe                                 |
| ----- | ------------------- | ---------------------- | --------- | ------ | ------ | -------------------------------------- |
| 1988  | Fred Merkel         | Honda RC30             | 2         | 2      | 1      | Rumi Honda                             |
| 1989  | Fred Merkel         | Honda RC30             | 3         | 2      | 5      | Rumi Honda                             |
| 1990  | Raymond Roche       | Ducati 851             | 8         | 7      | 2      | Luuchinelli Squadra Corse Ducati Corse |
| 1991  | Doug Polen          | Ducati 888             | 17        | 4      | 0      | Fast By Ferracci Ducati                |
| 1992  | Doug Polen          | Ducati 888             | 9         | 4      | 2      | Fast By Ferracci Ducati                |
| 1993  | Scott Russell       | Kawasaki Ninja ZX-7RR  | 5         | 12     | 1      | Muzzy Kawasaki                         |
| 1994  | Carl Fogarty        | Ducati 916             | 10        | 4      | 0      | Virginio Ferrari Ducati Corse          |
| 1995  | Carl Fogarty        | Ducati 916             | 13        | 6      | 0      | Virginio Ferrari Ducati Corse          |
| 1996  | Troy Corser         | Ducati 916             | 7         | 5      | 1      | Promotor Ducati                        |
| 1997  | John Kocinski       | Honda RC45             | 9         | 4      | 4      | Castrol Honda-HRC                      |
| 1998  | Carl Fogarty        | Ducati 916             | 3         | 6      | 5      | Ducati Corse                           |
| 1999  | Carl Fogarty        | Ducati 996             | 11        | 6      | 2      | Ducati Corse                           |
| 2000  | Colin Edwards       | Honda VTR1000 SP1 RC51 | 8         | 2      | 1      | Castrol Honda-HRC                      |
| 2001  | Troy Bayliss        | Ducati 996R            | 6         | 6      | 3      | Infostrada Ducati Corse                |
| 2002  | Colin Edwards       | Honda VTR1000 SP2 RC51 | 11        | 10     | 4      | Castrol Honda-HRC                      |
| 2003  | Neil Hodgson        | Ducati 999F03          | 13        | 7      | 0      | Fila Ducati Corse                      |
| 2004  | James Toseland      | Ducati 999F04          | 3         | 9      | 2      | Fila Ducati Corse                      |
| 2005  | Troy Corser         | Suzuki GSX-R1000 K5    | 8         | 5      | 5      | Alstare Corona Suzuki                  |
| 2006  | Troy Bayliss        | Ducati 999F06          | 12        | 3      | 1      | Ducati Corse Xerox                     |
| 2007  | James Toseland      | Honda CBR1000RR        | 8         | 5      | 1      | Ten Kate Racing Honda                  |
| 2008  | Troy Bayliss        | Ducati 1098 F08        | 13        | 6      | 5      | Ducati Corse Xerox                     |
| 2009  | Ben Spies           | Yamaha YZF-R1          | 14        | 2      | 1      | Yamaha World Superbike Team            |
| 2010  | Max Biaggi          | Aprilia RSV4 1000      | 10        | 2      | 2      | Aprilia Alitalia Racing                |
| 2011  | Carlos Checa        | Ducati 1098R           | 15        | 0      | 6      | Althea Racing                          |
| 2012  | Max Biaggi          | Aprilia RSV4 1000      | 5         | 2      | 4      | Aprilia Racing Team                    |
| 2013  | Tom Sykes           | Kawasaki Ninja ZX-10R  | 9         | 4      | 5      | Kawasaki Racing Team                   |
| 2014  | Sylvain Guintoli    | Aprilia RSV4 Factory   | 5         | 8      | 3      | Aprilia Racing Team                    |
| 2015  | Jonathan Rea        | Kawasaki ZX-10R        | 14        | 7      | 2      | Kawasaki Racing Team                   |
| 2016  | Jonathan Rea        | Kawasaki ZX-10R        | 9         | 9      | 5      | Kawasaki Racing Team                   |
| 2017  | Jonathan Rea        | Kawasaki ZX-10RR       | 16        | 7      | 1      | Kawasaki Racing Team                   |
| 2018  | Jonathan Rea        | Kawasaki ZX-10RR       | 17        | 4      | 1      | Kawasaki Racing Team                   |
| 2019  | Jonathan Rea        | Kawasaki ZX-10RR       | 17        | 16     | 1      | Kawasaki Racing Team WorldSBK          |
| 2020  | Jonathan Rea        | Kawasaki ZX-10RR       | 11        | 5      | 1      | Kawasaki Racing Team WorldSBK          |
| 2021  | Toprak Razgatlıoğlu | Yamaha YZF-R1          | 13        | 9      | 7      | Pata Yamaha with Brixx WorldSBK        |
| 2022  | Álvaro Bautista     | Panigale V4 R          | 16        | 12     | 3      | Aruba.it Racing – Ducati               |
| 2023  | Álvaro Bautista     | Panigale V4 R          | 24        | 3      | 1      | Aruba.it Racing – Ducati               |
| 2024  | Toprak Razgatlioglu | BMW M1000RR            | 18        | 7      | 2      | Rokit BMW Motorrad                     |

| Pilotes             | Championnats | Années                             |
| ------------------- | ------------ | ---------------------------------- |
| Jonathan Rea        | 6            | 2015, 2016, 2017, 2018, 2019, 2020 |
| Carl Fogarty        | 4            | 1994, 1995, 1998, 1999             |
| Troy Bayliss        | 3            | 2001, 2006, 2008                   |
| Troy Corser         | 2            | 1996, 2005                         |
| Colin Edwards       | 2            | 2000, 2002                         |
| Fred Merkel         | 2            | 1988, 1989                         |
| Doug Polen          | 2            | 1991, 1992                         |
| James Toseland      | 2            | 2004, 2007                         |
| Max Biaggi          | 2            | 2010, 2012                         |
| Álvaro Bautista     | 2            | 2022, 2023                         |
| Toprak Razgatlıoğlu |              | 2021, 2024                         |
| Carlos Checa        | 1            | 2011                               |
| Sylvain Guintoli    | 1            | 2014                               |
| Neil Hodgson        | 1            | 2003                               |
| John Kocinski       | 1            | 1997                               |
| Raymond Roche       | 1            | 1990                               |
| Scott Russell       | 1            | 1993                               |
| Ben Spies           | 1            | 2009                               |
| Tom Sykes           | 1            | 2013                               |

| Pays | Championnats | Nb. de Champions |
| ---- | ------------ | ---------------- |
| GBR  | 14           | 5                |
| USA  | 9            | 6                |
| AUS  | 5            | 2                |
| FRA  | 2            | 2                |
| ESP  | 3            | 2                |
| ITA  | 2            | 1                |
| TUR  | 2            | 1                |

## Constructeurs

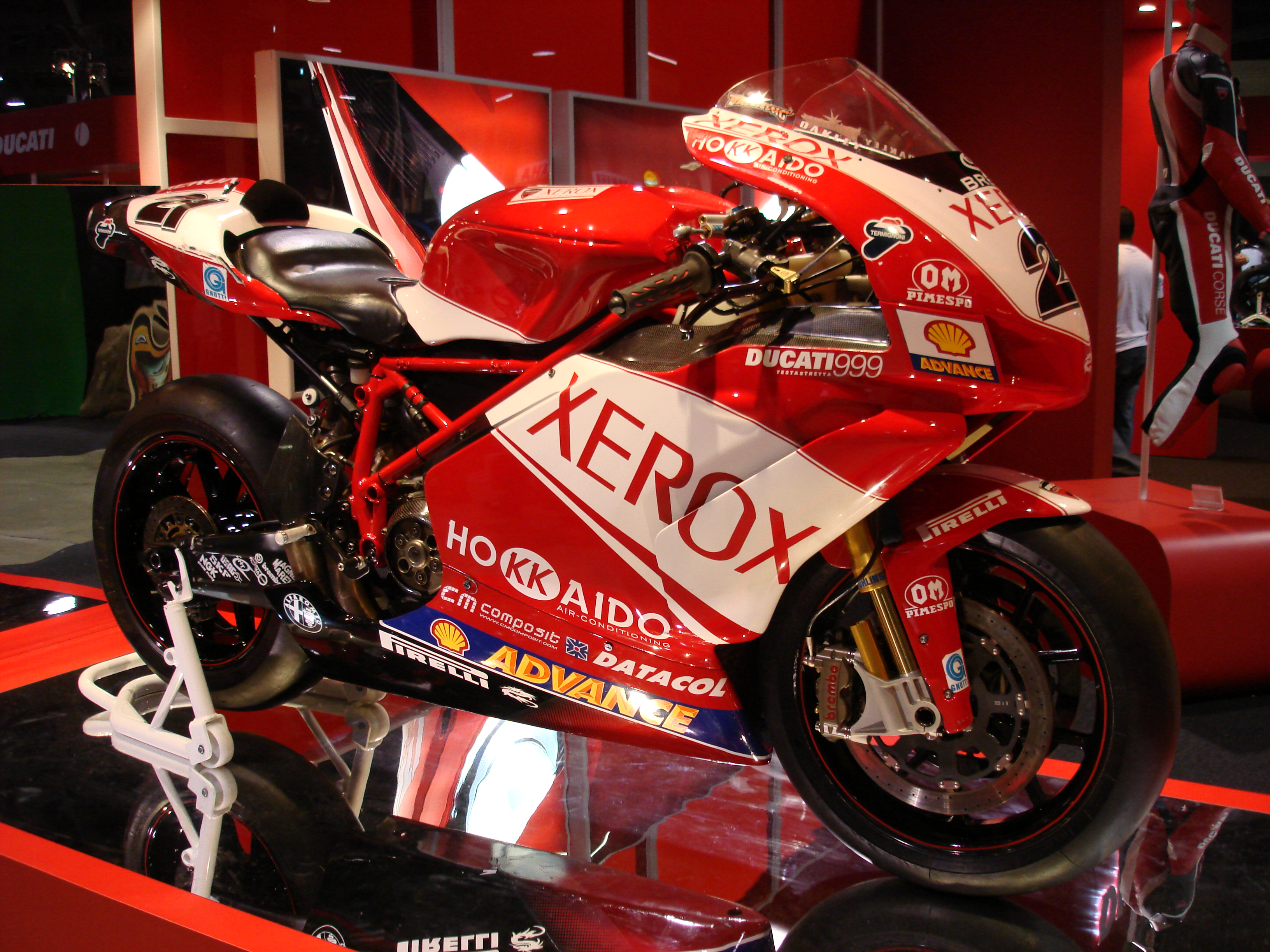
Ducati, 17 fois champion du monde constructeur de Superbike.

| Année | Champion constructeur | Champion constructeur | Champion constructeur | Champion constructeur | Champion constructeur | Champion constructeur | 1er | 2e | 3e |
| Année | Honda                 | Ducati                | Suzuki                | Yamaha                | Aprilia               | Kawasaki              | 1er | 2e | 3e |
| ----- | --------------------- | --------------------- | --------------------- | --------------------- | --------------------- | --------------------- | --- | -- | -- |
| 1988  | Honda RC30            |                       |                       |                       |                       |                       | 2   | 6  | 8  |
| 1989  | Honda RC30            |                       |                       |                       |                       |                       | 8   | 7  | 12 |
| 1990  | Honda RC30            |                       |                       |                       |                       |                       | 6   | 8  | 12 |
| 1991  |                       | Ducati 888F91         |                       |                       |                       |                       | 23  | 14 | 11 |
| 1992  |                       | Ducati 888F91         |                       |                       |                       |                       | 20  | 15 | 11 |
| 1993  |                       | Ducati 888F91         |                       |                       |                       |                       | 19  | 6  | 7  |
| 1994  |                       | Ducati 916F94         |                       |                       |                       |                       | 12  | 11 | 9  |
| 1995  |                       | Ducati 916F95         |                       |                       |                       |                       | 20  | 14 | 8  |
| 1996  |                       | Ducati 916F96         |                       |                       |                       |                       | 14  | 10 | 8  |
| 1997  | Honda RC45            |                       |                       |                       |                       |                       | 12  | 9  | 10 |
| 1998  |                       | Ducati 916F98         |                       |                       |                       |                       | 10  | 14 | 16 |
| 1999  |                       | Ducati 996F99         |                       |                       |                       |                       | 16  | 14 | 5  |
| 2000  |                       | Ducati 996F00         |                       |                       |                       |                       | 5   | 10 | 7  |
| 2001  |                       | Ducati 996F01         |                       |                       |                       |                       | 15  | 16 | 7  |
| 2002  |                       | Ducati 998F02         |                       |                       |                       |                       | 14  | 12 | 18 |
| 2003  |                       | Ducati 999F03         |                       |                       |                       |                       | 24  | 20 | 20 |
| 2004  |                       | Ducati 999F04         |                       |                       |                       |                       | 18  | 17 | 20 |
| 2005  |                       |                       | Suzuki GSX-R1000 K5   |                       |                       |                       | 9   | 11 | 6  |
| 2006  |                       | Ducati 999F06         |                       |                       |                       |                       | 12  | 3  | 3  |
| 2007  |                       |                       |                       | Yamaha YZF-R1         |                       |                       | 6   | 9  | 9  |
| 2008  |                       | Ducati 1098F08        |                       |                       |                       |                       | 13  | 11 | 12 |
| 2009  |                       | Ducati 1198F09        |                       |                       |                       |                       | 11  | 16 | 9  |
| 2010  |                       |                       |                       |                       | Aprilia RSV4          |                       | 10  | 2  | 4  |
| 2011  |                       | Ducati 1098R          |                       |                       |                       |                       | 15  | 4  | 8  |
| 2012  |                       |                       |                       |                       | Aprilia RSV4          |                       | 7   | 5  | 9  |
| 2013  |                       |                       |                       |                       | Aprilia RSV4          |                       | 10  | 9  | 6  |
| 2014  |                       |                       |                       |                       | Aprilia RSV4          |                       | 11  | 10 | 6  |
| 2015  |                       |                       |                       |                       |                       | Kawasaki ZX-10R       | 18  | 13 | 7  |
| 2016  |                       |                       |                       |                       |                       | Kawasaki ZX-10R       | 14  | 18 | 11 |
| 2017  |                       |                       |                       |                       |                       | Kawasaki ZX-10RR      | 18  | 12 | 10 |
| 2018  |                       |                       |                       |                       |                       | Kawasaki ZX-10RR      | 18  | 9  | 5  |
| 2019  |                       |                       |                       |                       |                       | Kawasaki ZX-10RR      | 19  | 19 | 15 |
| 2020  |                       |                       |                       |                       |                       | Kawasaki ZX-10RR      | 12  | 7  | 2  |
| 2021  |                       |                       |                       | Yamaha YZF-R1         |                       |                       | 13  | 10 | 12 |
| 2022  |                       | Panigale V4 R         |                       |                       |                       |                       | 16  | 12 | 3  |
| Total | 4                     | 18                    | 1                     | 2                     | 4                     | 6                     |     |    |    |

| Constructeur | Championnats | Année |
| ------------ | ------------ | --- |
| Ducati       | 20           | 1991, 1992, 1993, 1994, 1995, 1996, 1998, 1999, 2000, 2001, 2002, 2003, 2004, 2006, 2008, 2009, 2011, 2022, 2023, 2024 |
| Kawasaki     | 6            | 2015, 2016, 2017, 2018, 2019, 2020                                                                                     |
| Honda        | 4            | 1988, 1989, 1990, 1997                                                                                                 |
| Aprilia      | 4            | 2010, 2012, 2013, 2014                                                                                                 |
| Yamaha       | 2            | 2007, 2021 |
| Suzuki       | 1            | 2005 |